# Spinipterus moijiri
Spinipterus moijiri — вид сомоподібних риб родини Auchenipteridae. Описаний у 2019 році.

## Етимологія
Видомий епітет moijiri — назва сомика мовою тубільного народу паумарі, мова якого (паумарійська мова) входить до Араванської мовної родини).

## Поширення
Вид поширений в Південній Америці. Трапляється у Журуа на заході Бразилії та річці Нанай на півночі Перу.

## Опис
Сомик сягає до 10 см завдовжки, що вчетверо більше ніж в іншого представника роду. Забарвлення тіла рожеве з чорними плямами. Спинний та два грудні плавці мають пилоподібні зубці.

## Сопсіб життя
Вдень ховається в затінку дерев або скель. Вночі виходить годуватися.